# أحي بحرية أو مت
أحي بحرية أو مت	 :
(بالإنجليزية: Live Free or Die) : وهي الشعار الرسمي لولاية نيو هامبشير. والتي أعتمادت كشعار رسمي في عام 1945. ويعتبر الشعار أشهر شعارات الولايات الأمريكية بسبب ارتباطها بالحديث عن الأستقلال في الفلسفة السياسية الأمريكية.

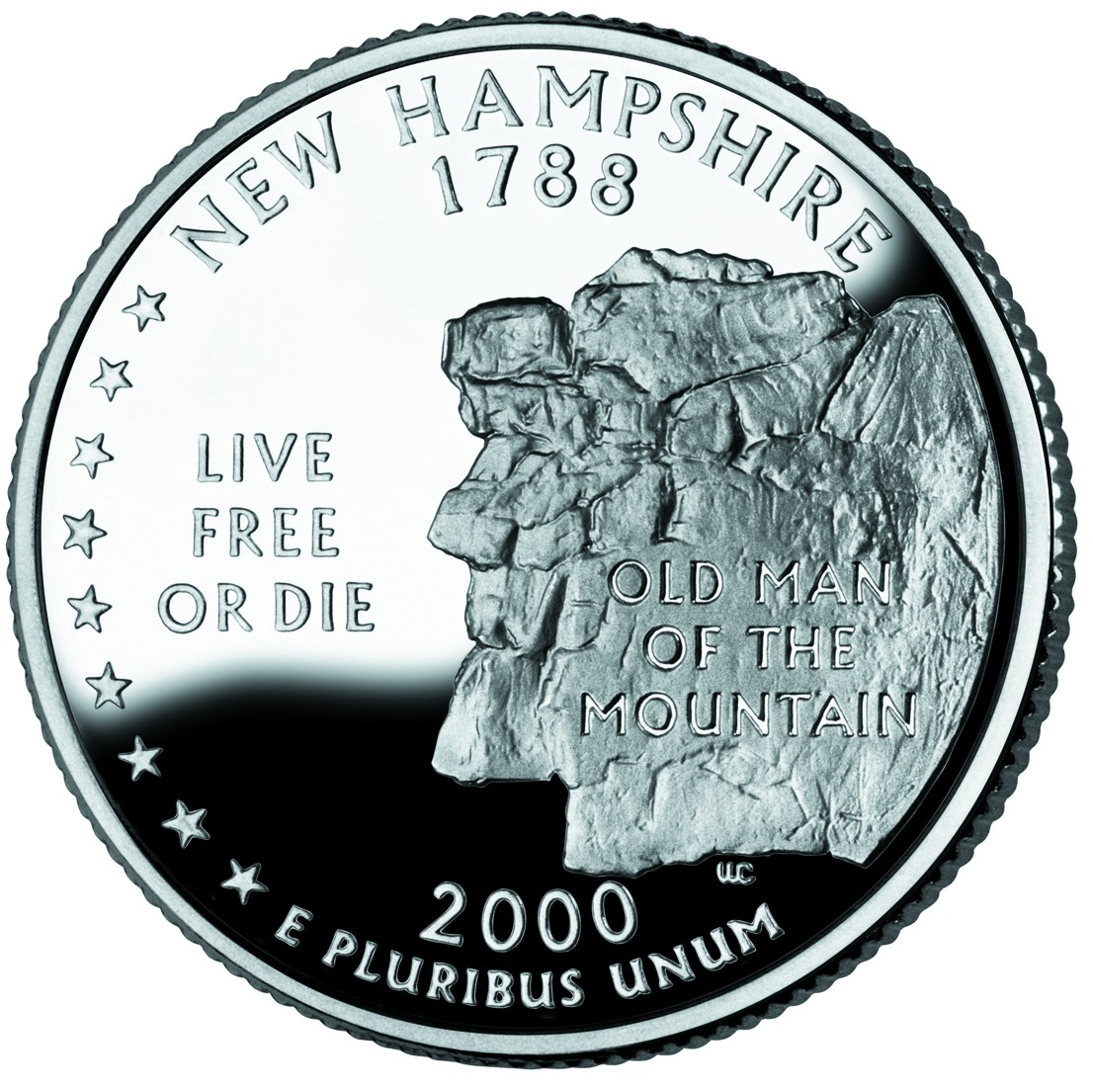

هذه العبارة كتبها جون ستارك، الجندي الأكثر شهرة في نيو هامبشاير في حرب الاستقلال الأمريكية،
يوم 31 يوليو، 1809 كتب رساله لرفقائه قائلا :
"Live free or die: Death is not the worst of evils" وتعني (أحي بحرية أو مت : الموت ليس أسوأ الشرور)
ولكن ليس جون ستارك ليس هو الكاتب الأصلي للعبارة: 'Vivre Libre ou Mourir' وتعني "أحي بحرية أو مت" الشعار الأكثر شهر خلال الثورة الفرنسية والتي نقشها السياسي أنطوان برانافي علي أزراره.